# ゲルトルート・フォン・ザクセン
ゲルトルート・フォン・ザクセン（Gertrud von Sachsen, 1115年4月18日 - 1143年4月18日）は、中世ドイツの女性でバイエルン公兼ザクセン公ハインリヒ10世（傲岸公）の妃。父はザクセン公兼神聖ローマ皇帝ロタール3世、母はリヒェンツァ・フォン・ノルトハイム。

## 生涯
1127年5月29日にグンツェンレにおいてヴェルフ家のハインリヒ10世と結婚、1129年に一人息子のハインリヒ（獅子公）を産んだ。ハインリヒ10世は1126年にバイエルン公となり、舅の死後ザクセン公となった。
ハインリヒ10世が1139年に亡くなった後、ゲルトルートは1142年5月1日にオーストリア辺境伯ハインリヒ2世と再婚したが、翌1143年、出産時に没した。